# Francina Broese Gunningh
Francina Broese Gunningh auch Frans Gunningh Sloet (getauft 3. Oktober 1783 in Kampen; gestorben 16. August 1824 in Edam) war eine niederländische Frau, die als Mann verkleidet als Soldat diente und später des Betrugs beschuldigt wurde.

## Leben
Francina Broese Gunningh wurde am 3. Oktober 1783 in Kampen getauft. Sie war die uneheliche Tochter von Frans Gunningh (1759–1798) und Antje Broese (ca. 1759–1808). Sie wuchs bis zu ihrem siebten Lebensjahr bei ihren Großeltern Johannes Broese und Gerritje Hulsberg auf, danach lebte sie bei ihrer Mutter, die den wohlhabenden Immobilienmakler Gerrit Smeink (gest. 1808) geheiratet hatte und in Amsterdam lebte. Francina Broese Gunningh besuchte einige Jahre ein Internat und arbeitete danach im Wäschegeschäft von Adrianus Croes an der Oude Gracht in Utrecht. Nach dem Tod ihrer Mutter und ihres Stiefvaters lebte sie von einer Erbschaft. Broese Gunningh wohnte in Rotterdam und Holten und reiste dann mit einer Französin und ihrer Tochter als deren Dienstmädchen nach Frankreich. Sie kehrte aus Südfrankreich alleine nach Holland zurück und als sie unterwegs in einem Postgasthof übernachtete, riet ihr der Wirt ihre Kleider zu verkaufen und sich für die weitere Reise ein „Männergewand“ zu kaufen. Dies passierte um 1812 und danach lebte sie als Frans Gunningh, als Mann verkleidet.
Ihre Verkleidung hielt selbst einer Kontrolle der französischen Polizei stand. Nachdem sie von der Polizei ohne Papiere aufgegriffen worden war, wurde vermutet, sie wäre ein desertierter Soldat und nach einigen Tagen, in denen sie gefangen gehalten worden war, wurde sie nach Cherbourg gebracht und in ein französisches Armeekorps eingegliedert. Ihr gelang die Flucht und sie gelangte nach Deutschland. Dort schloss sie sich als Soldat einem preußischen Korps unter Blücher an. Nach einer Verwundung wurde sie in Deutschland im Krankenhaus gepflegt, „bis aufgrund von Brustbeschwerden ihr Geschlecht festgestellt und sie aus dem Dienst entlassen wurde“, dies ohne weitere Folgen.
Noch immer in Männerkleidung kehrte Francina Broese Gunningh in die Niederlande zurück. Sie betrog in Overijssel die Familie eines Mannes, den sie bei der Armee kennengelernt hatte und wurde 1813 gefasst. Vor Gericht gab sie an, Frans Gunningh, Schneider in Holten und 27 Jahre alt zu sein. Sie wurde zu drei Monaten Gefängnis verurteilt und im November 1813 aus dem Gefängnis entlassen. Ihr Geschlecht wurde in dieser Zeit nicht erkannt. Danach trat sie erneut dem Militär bei und kämpfte bei der Belagerung von Kampen, Coevorden und Deventer. Sie lernte die Magd Alida Landaal kennen und noch immer in der Rolle des Soldaten Frans Gunningh versprach sie Landaal zu heiraten, um ihr eine gute Unterkunft zu sichern.
Francina Broese Gunningh versuchte nach dem Krieg sich von Alida Landaal zu trennen, doch diese hielt an dem Heiratsversprechen, welches „Frans“ ihr gegeben hatte, fest. Gemeinsam reisten sie nach Apeldoorn, dort lebte Landaals Vater als Kupferschmied und sie verlobten sich am 12. Mai 1814. Francina Broese Gunningh nannte sich nun Frans Gunningh Sloet junior, Herr von Amerongen, Sohn von Frans Sloet, 26 Jahre alt und gab als Geburtsort Alkmaar an und wohnhaft in Deventer zu sein. Sie erklärte Alida Landaal heiraten zu wollen, diese sei 20 Jahre alt, in Den Haag geboren und wohnhaft in Apeldoorn. Als sie am 22. Mai 1814 ins Rathaus zitiert wurde, da die nötigen Belege für ihre Angaben fehlten, gab „Frans“ an, dieses würde auf dem Widerstand seiner Familie beruhen, die eine Ehe aufgrund des „niedrigen Status der Braut“ ablehnten. 
Kurz darauf wurde „Frans“ wegen des Verdachts des Betrugs verhaftet. Am 28. Dezember desselben Jahres wurde Francina Broese, die im Urteil als Francina Gunningh bezeichnet worden war, der „arglistigen Täuschung“ und der „Gefängnisflucht durch Einbruch“ für schuldig befunden. Für das erste Vergehen wurde sie zu zwei Jahren Gefängnis und einer Geldstrafe von 25 Gulden verurteilt, für das zweite Vergehen musste sie weitere sechs Monate ins Gefängnis. Nach der Zeit im Gefängnis ist über das Leben von Francina Broese Gunningh wenig bekannt. Sie lebte später als Schneiderin in Edam. In der Sterbeurkunde wird sie als Francina Broese Gunningh, Witwe eines gewissen Lettener, bezeichnet.
Ihre Lebensgeschichte wurde durch den Rechtswissenschaftler J.W. aufgezeichnet, der diese in seine Übersicht über die wichtigsten Kriminalfälle des 19. Jahrhunderts in Gelderland aufgenommen hatte.